# Calliope mini

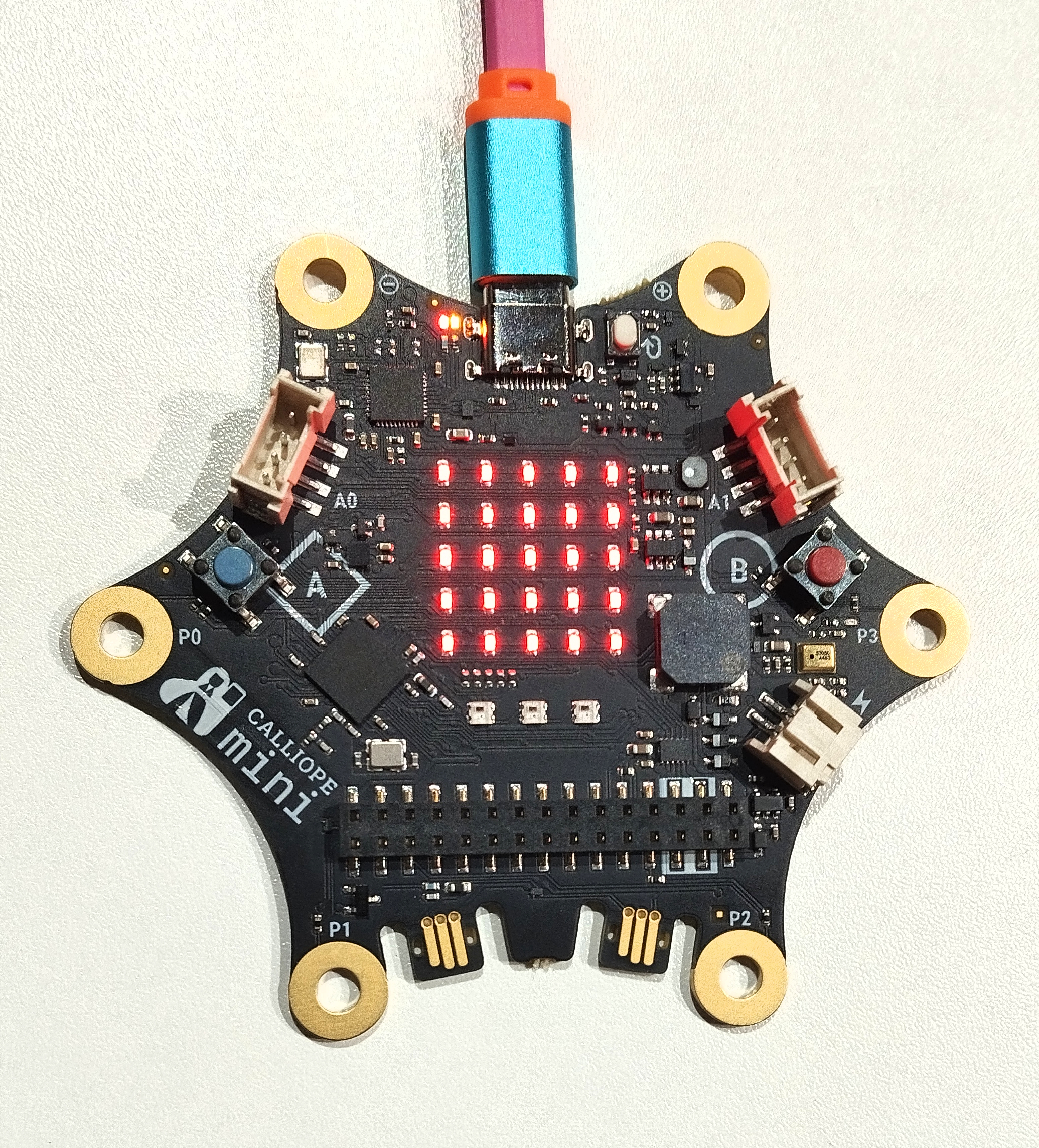
Calliope mini 3

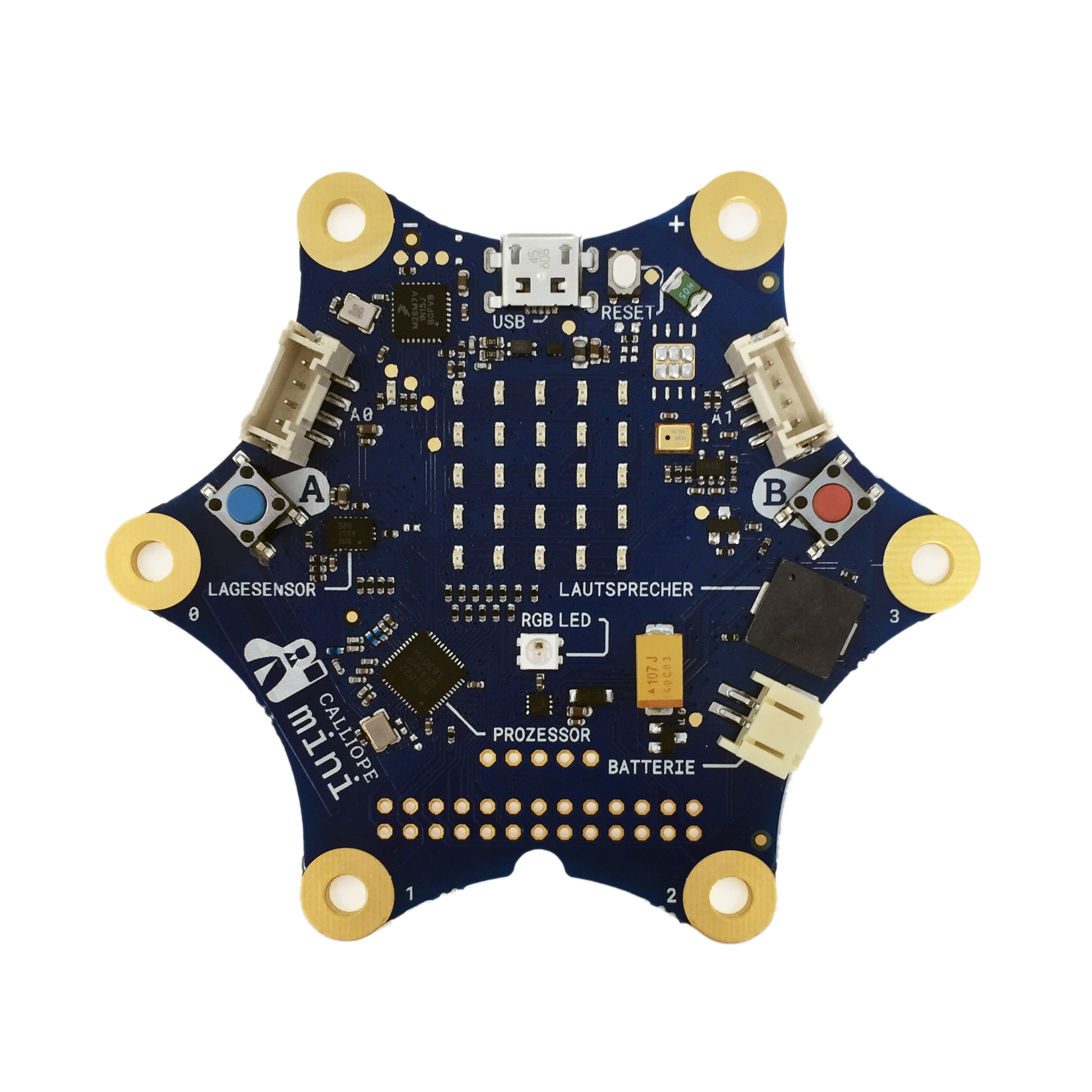
Oberseite des Calliope mini

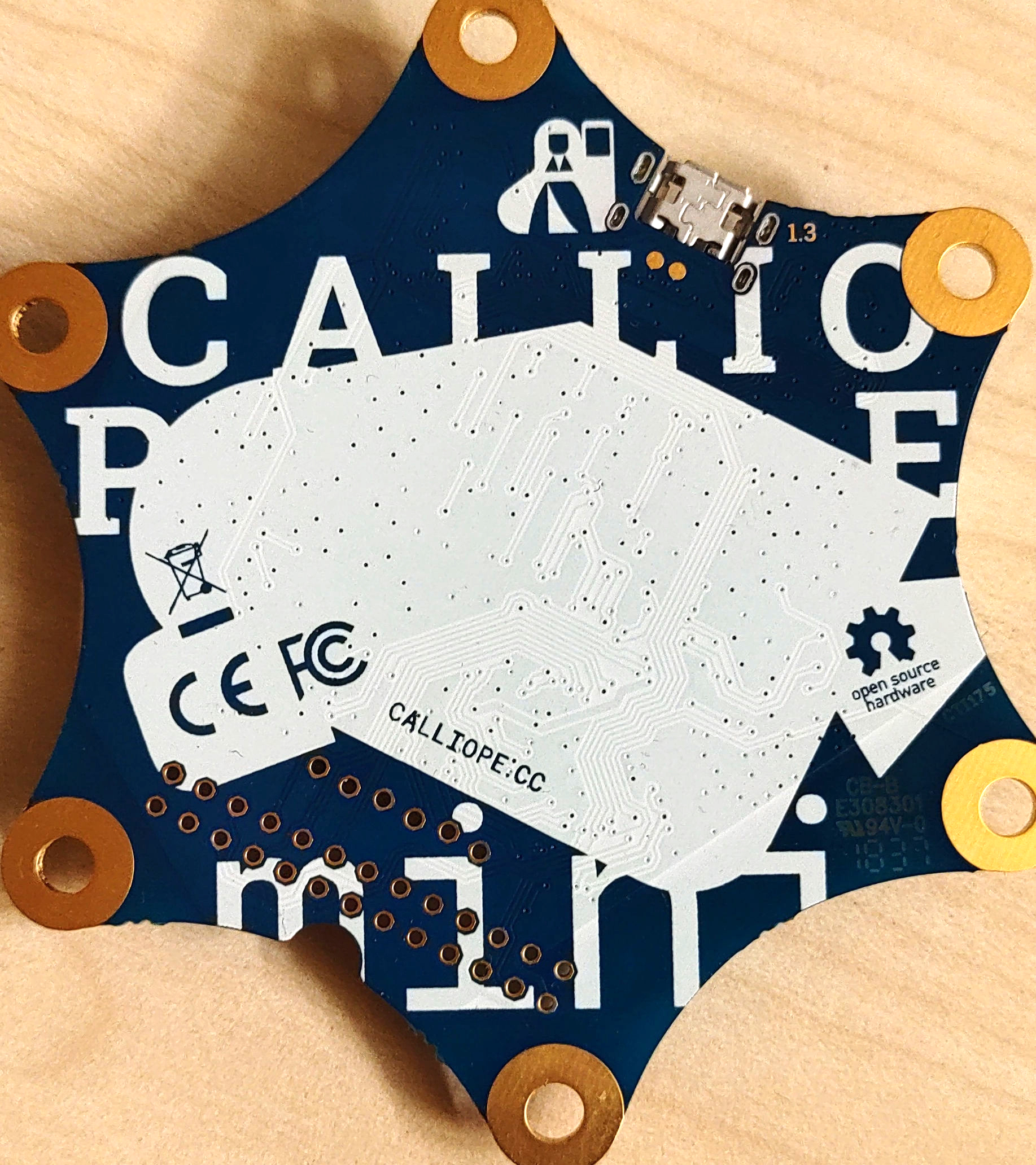
Unterseite des Calliope mini 1.3

Der Calliope mini ist ein Einplatinencomputer, der für Bildungszwecke entwickelt wurde und an deutschen Grundschulen eingesetzt wird. Ziel ist es, Schülern ab der dritten Klasse einen spielerischen Einstieg in das Programmieren und algorithmische Denken zu ermöglichen. Neben Schülern sollen auch Lehrkräfte und das Bildungssystem erreicht werden, damit langfristig mehr digitale Inhalte an Schulen vermittelt werden können. Die Programmierung des Mikrocontrollers ist über unterschiedliche webbasierte Entwicklungsumgebungen möglich.

## Hintergrund
Der Calliope mini wurde im Jahr 2015 parallel zum BBC micro:bit und auf dessen Grundlage entwickelt und mithilfe von Lehrkräften erweitert. Im Vergleich zum micro:bit besitzt der Calliope mini zusätzliche Bauteile wie einen Lautsprecher, ein Mikrofon und eine RGB-Leuchtdiode, zwei Grove-Konnektoren, erweiterte In- und Output-Optionen und eine für Kinder kurzschlussvermeidende Sternenform. Seit Sommer 2017 ist der Mikrocontroller käuflich zu erwerben.
Hinter der Weiterentwicklung steckt die Calliope gemeinnützige GmbH. Gesellschafter sind die Professorinnen Gesche Joost und Franka Futterlieb, der Psychologe Stephan Noller, der Designer Jørn Alraun, der IT-Berater Maxim Loick und der Wirtschaftswissenschaftler Klaus Jürgen Buß.
Der Name „Calliope mini“ bezieht sich auf die griechische Muse Kalliope, eine Tochter des Zeus und Schutzgöttin der Wissenschaft, der Philosophie und der epischen Dichtung. Sie gilt unter Informatikern als die „Tabletmuse“, da sie früher häufig mit einer Schreibtafel dargestellt wurde. Informatiker bezeichnen sie als eine frühe Vorbotin digitaler Bildungsideale.

## Verbreitung und Finanzierung

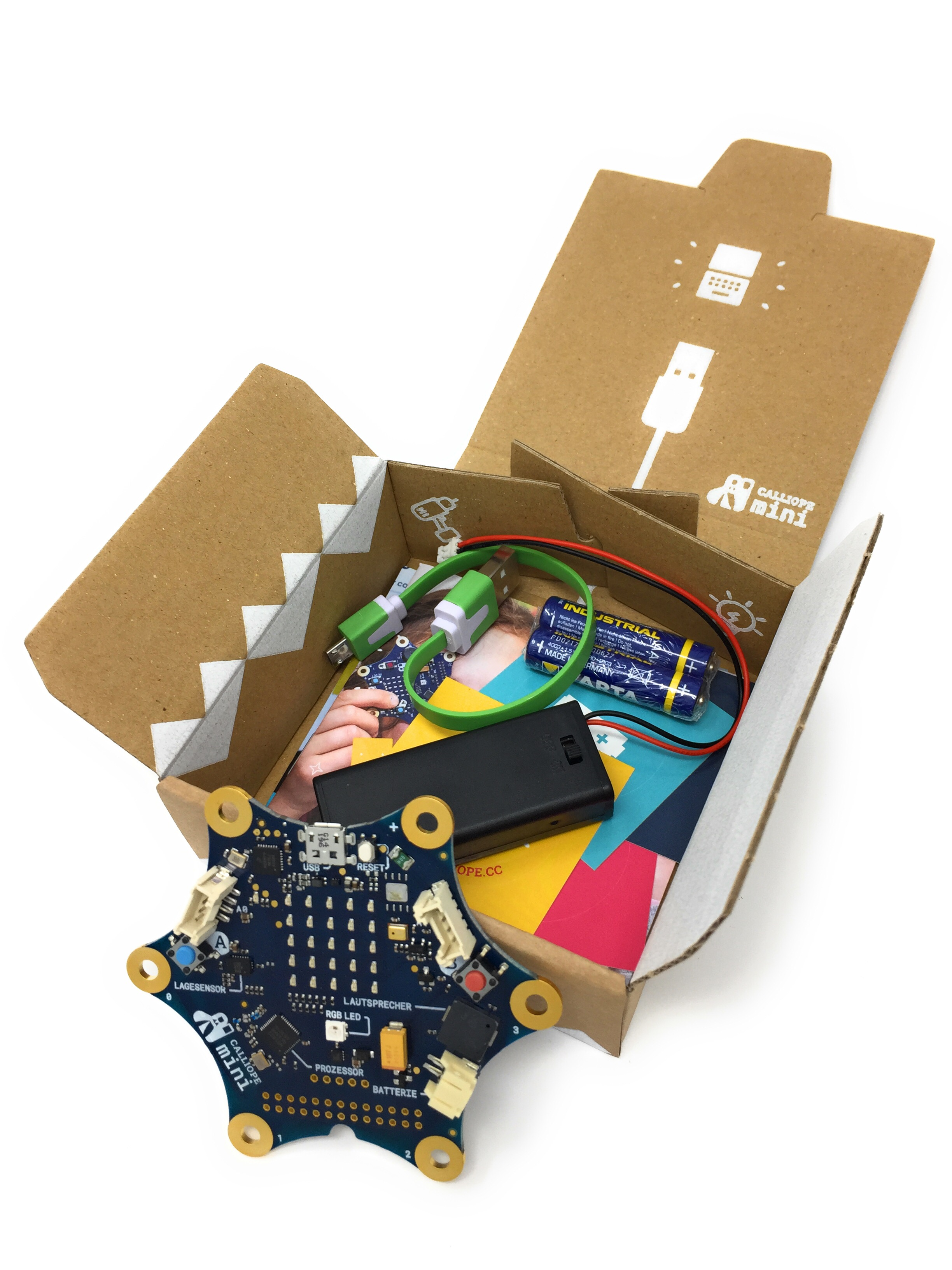
Calliope-Starterset mit Zubehör

Zur ersten Finanzierung wurden eine Reihe von Sponsoren gewonnen, unter anderem der Beirat junge digitale Wirtschaft im Bundesministerium für Wirtschaft und Energie. Im Herbst 2016 wurde der Calliope mini zum IT-Gipfel der Bundesregierung vorgestellt. Über den Jahreswechsel 2016/2017 fand eine Crowdfunding-Kampagne bei Startnext statt. Dabei kamen durch 1902 Unterstützer insgesamt 108.607 Euro zusammen.
Seit August 2017 ist der Calliope mini erhältlich. Der Einzelpreis beträgt etwa 40 Euro. Klassensätze sind über die Webseite zu einem für Bildungsinstitutionen reduzierten Preis erhältlich. In 13 der 16 Bundesländer gab es landesseitige Einführungsprojekte mit größtenteils kostenlosen Schulungen für die Lehrer.
Die Calliope gGmbH ist eine Open Educational Resources (OER)-Initiative. Dies bedeutet, dass Schaltpläne und Software des Calliope mini als Open Hardware beziehungsweise Open Source frei verfügbar sind. Frei verfügbar sind auch unzählige Handbücher, Projektideen und – eine Besonderheit im deutschen Schulbuchwesen – Lehrmaterialien vom Cornelsen Verlag.

## Hardware
Es gibt mehrere Versionen des Calliope mini: Den Calliope mini 1.0 aus dem Jahr 2017, den Calliope mini 2.0 von 2020 und den Calliope mini 3.0 aus dem Jahr 2024, die sich sowohl optisch (Platinenfarbe, Bauelemente) als auch technisch unterscheiden.

### Version 1
Die 2017 veröffentlichte Version 1.0 ging aus der als Testversion produzierten Version 0.3 hervor und umfasst folgende Komponenten:
- Nordic nRF51822 Multi-protocol Bluetooth® 4.0 low energy/2,4 GHz RF SoC
  - 32-bit ARM Cortex M0 processor (16 MHz)
  - 32 kB RAM
  - 256 kB Flash-Speicher
  - Bluetooth Low Energy
- 5×5 LED-Matrix-Bildschirm
- Beschleunigungssensor, Gyroskop, Magnetometer (Bosch BMX055)
- MEMS-Mikrofon
- DC-Motortreiber (TI DRV8837)
- Piezo-Lautsprecher
- Programmierbare RGB-LED (WS2812b)
- 2 programmierbare Taster
- Serielle Schnittstelle (USB + konfigurierbare Anschlüsse)
- PWM-Ausgabe
- 4 Bananenstecker-/Krokodilklemmenanschlüsse
- 4 analoge Eingänge
- 8-11 Ein-/Ausgangsanschlüsse (je nach Softwarekonfiguration)
- SPI + I2C
- USB-Micro-B-Anschluss (Programmierung und Stromversorgung)
- JST-Batterieanschluss (3.3V)
- Bananen-/Krokodilklemmenanschluss für 3,3 V (Ausgang)
- 2 Grove-Steckverbinder (I2C + Seriell/Analog)
- NXP KL26z (USB und Stromversorgung)
- Flash-Programmspeicher (optional)

Die Version 1.0 sowie 1.3 (von 2018) unterscheiden sich in Details hinsichtlich der Stromversorgung.

### Version 2
Die Version 2.0 ist eine Fortentwicklung des Calliope mini 1.3 und wurde 2020 auf den Markt gebracht. Wesentliche Neuerung ist ein 128 MB großer Flash-Speicher, der das Speichern von bis zu 25 Programmen erlaubt. Version 2.1. nahm geringfügige Hardwareanpassungen vor.

### Version 3
Mit der Version 3 aus dem Jahr 2024 wurden größere Anpassungen an der Hardware, den Anschlussmöglichkeiten und dem Layout der Platine vorgenommen: Der Mikrocontroller Nordic nRF52833 (64 MHz, 128 kB RAM und 512 kB Flash-Speicher) ist leistungsstärker als der zuvor genutzte nRF51822 (16 MHz, 32 kB RAM und 256 kB Flash-Speicher) und lässt sich in einen stromsparenden Bereitschaftszustand versetzen. Der mit Version 2 eingeführte externe Flash-Speicher entfällt, der Lagesensor wurde gewechselt. Der Calliope mini bietet nun Unterstützung für das Plug-and-Play-System Jacdac. Statt eines USB-Micro-B-Anschlusses wird nun USB-C verwendet. Die GPIO-Pins wurde um eine Pinleiste ergänzt. Statt einer erhält der Calliope mini nun drei RGB-LED.

## Programmierung
Der Calliope mini kann über einen PC/Mac sowie drahtlos über Android und iOS programmiert werden. Nach Anschluss per USB-Schnittstelle oder per Bluetooth wird der Calliope mini als USB-Datenträger verwaltet, auf welchen die Programme übertragen werden. Diese starten unmittelbar nach dem Einschalten beziehungsweise dem Neustart des Systems.
Als Integrierte Entwicklungsumgebung existieren mehrere Editoren, die als Webanwendungen im Browser oder als herunterladbare Programme laufen. Ein einfacher Calliope-mini-Editor, das auf Scratch basierende Microsoft MakeCode, das Open Roberta Lab (NEPO) und der Calliope mini Swift Playground sind verfügbar. Neben der visuellen Softwareentwicklung werden die Programmiersprachen JavaScript, C++ und MicroPython unterstützt. Da der Calliope mini weitgehend mit dem BBC micro:bit kompatibel ist, können auch dessen Entwicklungswerkzeuge benutzt werden.

## CalliopEO auf der Internationalen Raumstation
Der Calliope mini wurde als Teil der Mission Cosmic Kiss genutzt, um Experimente auf der ISS durchzuführen. ESA-Astronaut Matthias Maurer richtete das Gerät auf der Raumstation ein. Es wurden dabei auch Programme von Schülerinnen und Schülern ausgeführt, die bei der Aktion CalliopEO eingereicht werden konnten.

## Auszeichnungen und Kritik
Dem Calliope mini wurde 2016 der Wolfgang Heilmann-Preis für humane Nutzung der Informationstechnologie verliehen. Ebenso erhielt das Bildungsprojekt den „The Innovation in Politics Awards 2017“ und den „Innovationspreis für digitale Bildung delina 2018“ in der Kategorie „Frühkindliche Bildung und Schule“.
Calliope mini wird von Google und anderen Unternehmenssponsoren finanziell gefördert, das Einwerben der Spendengelder war laut Calliope wegen des geringen Budgets im Bildungsbereich notwendig gewesen. Die Einführung des Calliope mini steht deswegen teils in der Kritik. Befürchtet wird, dass große Technologieunternehmen solche Förderungen als Türöffner nutzen, um ihren Lobbyeinfluss auf die Schulpolitik auszuweiten.